# Federico Mancuello
Federico Andrés Mancuello (Reconquista, 26 maart 1989) is een Argentijns voetballer die doorgaans als centrale middenvelder speelt. Hij verruilde Flamengo in januari 2018 voor Cruzeiro. Mancuello debuteerde in 2015 in het Argentijns voetbalelftal.

## Clubcarrière
Mancuello is een jeugdproduct van Independiente. Daarvoor debuteerde hij op 14 december 2008 in de Argentijnse Primera División, tegen Arsenal de Sarandí. Mancuello maakte op 5 april 2009 zijn eerste competitiedoelpunt, tegen Lanús.

## Interlandcarrière
Argentijns bondscoach Gerardo Martino riep Mancuello op 20 maart 2015 op voor het Argentijns voetbalelftal voor oefeninterlands tegen El Salvador en Ecuador op 28 en 31 maart 2015. In de wedstrijd tegen El Salvador viel hij na 73 minuten in voor Ángel Di María. Een kwartier later verdubbelde hij de score. Drie dagen later mocht de middenvelder in de basiself beginnen tegen Ecuador. Hij werd aan de rust gewisseld voor Roberto Pereyra.
| Interlands van Federico Mancuello voor Argentinië | Interlands van Federico Mancuello voor Argentinië | Interlands van Federico Mancuello voor Argentinië | Interlands van Federico Mancuello voor Argentinië | Interlands van Federico Mancuello voor Argentinië | Interlands van Federico Mancuello voor Argentinië | Interlands van Federico Mancuello voor Argentinië |
| №                                                 | Datum                                             | Wedstrijd                                         | Uitslag                                           | Soort wedstrijd                                   | Doelpunten                                        | Assists                                           |
| Als speler bij CA Independiente                   | Als speler bij CA Independiente                   | Als speler bij CA Independiente                   | Als speler bij CA Independiente                   | Als speler bij CA Independiente                   | Als speler bij CA Independiente                   | Als speler bij CA Independiente                   |
| ------------------------------------------------- | ------------------------------------------------- | ------------------------------------------------- | ------------------------------------------------- | ------------------------------------------------- | ------------------------------------------------- | ------------------------------------------------- |
| 1.                                                | 28 maart 2015                                     | El Salvador – Argentinië                          | 0 – 2                                             | Vriendschappelijk                                 | 1                                                 | 0                                                 |
| 2.                                                | 1 april 2015                                      | Argentinië – Ecuador                              | 2 – 1                                             | Vriendschappelijk                                 | 0                                                 | 0                                                 |